# Slavolok Marka Avrelija, Tripolis
Slavolok Marka Avrelija (arabsko قوس ماركوس أوريليوس, latinizirano: Qaus Mārkūs Aurīliyūs) je rimski slavolok v mestu Oea, današnji Tripolis, Libija, kjer ga najdemo blizu severovzhodnega vhoda v Medino.

## Opis
To je slavolok s štirimi stebri, ki ga obdaja nenavadna osmerokotna kupola in ga je postavil (v celoti iz marmorja) Gaj Kalpurnij Celzij, petletni duumvir mesta, v spomin na zmage Lucija Vera, mlajšega kolega in posvojenega brata cesarja Marka Avrelija nad Parti v Rimsko-partski vojni 161–66.
Spomenik je bil dejansko postavljen leta 165 in ga ni mogoče datirati pozneje, ker se cesar omenja z naslovom Armenicus, ne pa z naslovoma Medicus in Parthicus, ki sta mu bila podeljena leta 166.
Božanstva zaščitnika mesta, Apolon in Minerva, se pojavljata na dveh sprednjih pedimentih v bigaejih, ki jih rišejo grifoni in sfinge. Druge interpretacije menijo, da figure v bigae predstavljajo Lucija Vera oziroma boginjo Romo.
Štiri niše na severovzhodni in jugozahodni strani oboka so zdaj prazne, vendar so morale vsebovati kipa cesarja in Lucija Vera, ki sta bila najdena med izkopavanji v 19. stoletju.
Slavolok je bil v stoletjih delno zasut.
Takoj po italijanski osvojitvi je bil deležen konservatorsko-restavratorskih posegov italijanske uprave (1914–1918), medtem ko je pas okrog slavoloka v 1930-ih preuredil italijanski arhitekt Florestano Di Fausto. Med drugo svetovno vojno je bil delno poškodovan, vendar le z manjšimi poškodbami.
Od leta 2017 slavolok trpi zaradi slabega vzdrževanja in škode zaradi obiskovalcev. Njegove prvotne značilnosti in detajli so bili zaradi kislega dežja precej poškodovani.